# KBS 조이
KBS 조이(영어: KBS joy)는 대한민국의 방송채널 사용 사업자 KBS N이 운영하는 오락 텔레비전 채널이다. 2006년 11월 1일에 개국하였다.

## 채널 이름 및 로고 변천사

### 채널 이름
- 2006년 11월 1일: KBS 조이 현재

### 역대 로고

2006년 11월 1일 개국 부터 사용되고 있는 KBS 조이 로고

## 슬로건
- 상상 그 이상의 즐거움(KBS joy)

## 프로그램

### 예능
- 차트를 달리는 남자
- 무엇이든 물어보살
- 이십세기 힛-트쏭
- 연애의 참견

### 드라마
- 오늘도 지송합니다 (자막)